# Liczba Debory
Liczba Debory – liczba podobieństwa używana w reologii do charakteryzowania płynności substancji. Określa stosunek czasu relaksacji do czasu trwania danego procesu przetwórczego:
{\displaystyle D_{e}=\lambda /T_{p}.}
Nazwa „liczba Debory” wzięła się od biblijnej Debory znanej z księgi Księgi Sędziów. Z pieśni Debory pochodzą słowa „Góry się rozpłynęły od oblicza Pańskiego” (Sdz 5,5 Bg). Oznacza to, że nawet skały mogą płynąć, jeżeli weźmiemy pod uwagę boską, a nie ludzką skalę czasu.
Im mniejsza liczba Debory, tym substancja jest bardziej płynna.